# Alchemilla stevenii
Alchemilla stevenii är en rosväxtart som beskrevs av Robert Buser. Alchemilla stevenii ingår i släktet daggkåpor, och familjen rosväxter. Inga underarter finns listade i Catalogue of Life.